# AEG DJ.I
Алгемајне електрицитетс гезелшафт DJ.I (енгл. AEG DJ.I) је немачки ударни ловац. Авион је први пут полетео 1918. године. 

AEG DJ.I је био оклопни ловац, чија израда је почела крајем Првог светског рата. Пилот је био заштићен алуминијумским оклопом. Због краја рата направљена су само 3 примерка.
Највећа брзина у хоризонталном лету је износила 180 km/h. Размах крила је био 10,00 метара а дужина 6,69 метара. Маса празног авиона је износила 1182 килограма а нормална полетна маса 1375 килограма. Наоружање авиона се састојало од 2 митраљеза 7,92 мм и лаких бомби.

## Технички опис
Труп
Погонска група
Крила
Репне површине:
Стајни трап

## Наоружање
| Наоружање авиона: Алгемајне електрицитетс гезелшафт |            |
| Ватрено (стрељачко) наоружање                       |            |
| Топ                                                 |            |
| Митраљез                                            |            |
| Број и ознака митраљеза                             | 2          |
| Калибар                                             | 7,92       |
| Бомбардерско наоружање (бомбе)                      |            |
| Класичне авио бомбе                                 | лаке бомбе |
| Ракетно наоружање (ракете)                          |            |

## Земље које су користиле авион
- Немачко царство